# Lagos (Pirenéus Atlânticos)
Lagos é uma comuna francesa na região administrativa da Nova Aquitânia, no departamento dos Pirenéus Atlânticos. Estende-se por uma área de 4.46 km². Em 2010 a comuna tinha 479 habitantes (densidade: 107,4 hab./km²).